# رایان کلپن
رایان کلپن (انگلیسی: Ryan Clampin؛ زادهٔ ۲۹ ژانویهٔ ۱۹۹۹) بازیکن فوتبال اهل بریتانیا است.
از باشگاه‌هایی که در آن بازی کرده‌است می‌توان به باشگاه فوتبال کولچستر یونایتد اشاره کرد.